# Ernst Håkon Jahr
Ernst Håkon Jahr (Oslo, 4 de març de 1948) és un lingüista noruec amb unes 230 publicacions, que inclouen 250 llibres. Actualment (2013) és el degà de la Facultat d'Humanitats i Educació de la Universitat d'Agder. Jahr es va doctorar a la Universitat d'Oslo el 1976 i a la Universitat de Tromsø el 1984. Va treballar com a professor associat a la Universitat de Tromsø a partir de 1976, on va impartir classes de lingüística escandinava des de 1986. El 1999 es va traslladar a la Universitat d'Agder, on va exercir com a rector de 2000 a 2007. Va ser succeït a l'agost de 2007, només un mes abans que aquesta institució, fins llavors facultat, es convertís definitivament en universitat. D'aquesta etapa data la biografia de la lingüista Clara Holst en el llibre Clara Holst - kvinnelig pionér i akademia i Norge (2006).
És membre de la Reial Societat Noruega de Ciències i Lletres i de l'Acadèmia Noruega de Ciències i Lletres i de diverses acadèmies estrangeres. El 2002, es va instaurar i va ser triat el president de l'Acadèmia Agder de Ciències i Lletres, que té, a 2011, 220 membres elegits.
Jahr és doctor honoris causa per la Universitat Adam Mickiewicz de Poznań i per la Universitat d'Uppsala, Suècia. El 2008 va rebre la distinció de membre de primera classe de del Reial Orde Noruec de Sant Olaf. El 2011, va ser guardonat amb el Premi Nòrdic de l'Acadèmia Sueca, conegut com el 'petit Nobel'.